# ローラント・ポファッラ

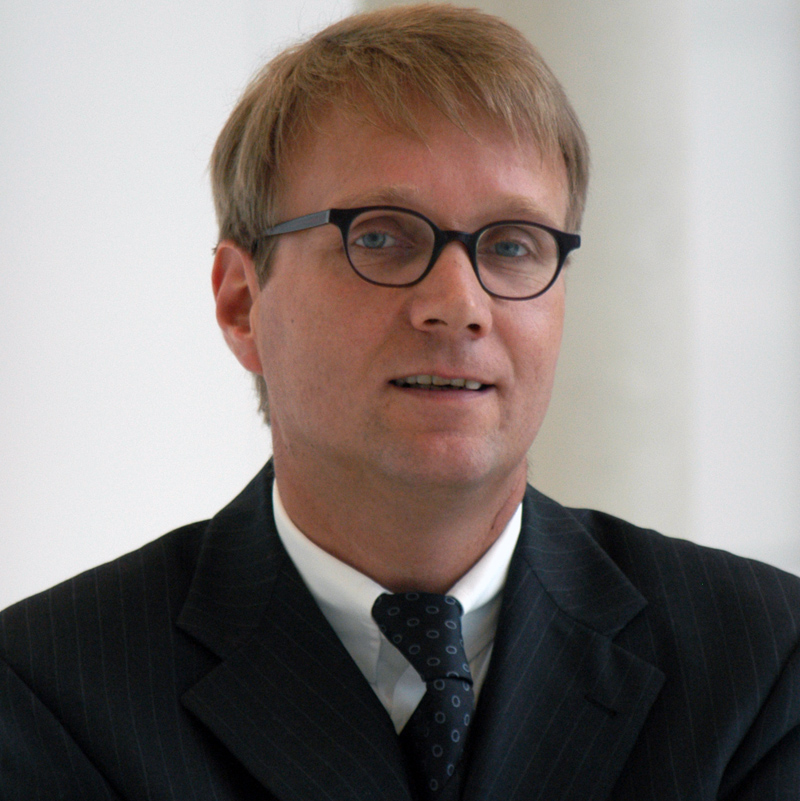
ポファッラ（2002年）

ローラント・ポファッラ（Ronald Pofalla, 1959年5月15日–）は、ドイツの政治家。所属政党はドイツキリスト教民主同盟（CDU）。2009年10月より2013年12月まで第2次メルケル内閣で首相府長官を務めた。

## 経歴
ノルトライン＝ヴェストファーレン州ヴェーツェに生まれる。1975年に中等教育修了試験に合格し、クレーヴェの専門高校で社会教育学を学ぶ。1977年に同校を卒業後、デュッセルドルフ高等専門学校で社会教育学を専攻。1981年に卒業後、ケルン大学で法学を学ぶ。1987年に第一次司法試験に合格。修習ののち1991年に第二次司法試験に合格し、弁護士免許を取得。エッセンの法律事務所に勤務。在学中から地元の企業の金銭援助を受けていた。
1975年にドイツキリスト教民主同盟（CDU）に入党。同党の青年団組織Junge Unionで活動し、1986年から1992年までその州代表を務めた。1979年から1992年まで、地元ヴェーツェの郡議会議員を務め、1992年までその党議員団長を務める。1990年にドイツ連邦議会選挙に初当選。1991年以降、クレーヴェ地区の党代表。1995年、党のノルトライン＝ヴェストファーレン州代表部入り。2000年からはニーダーライン地区党代表を兼ねる。
ノルトライン＝ヴェストファーレン州議会選挙の三日前の2000年5月、州検察当局に脱税容疑で告発された。妻の1993年から1997年の間の70万ドイツマルクの収入を申告していなかった容疑がかけられた。不逮捕特権が停止され、自宅や事務所、銀行が家宅捜索を受けた。CDUはドイツ社会民主党（SPD）の影響力が強い州検察当局による政治的捜査であると批判した。公判は証拠不十分により停止された。のちのクレーヴェ地方裁判所の調査で、家宅捜索には容疑が不十分で違法捜査だったと結論づけられた。ただしポファッラとCDUは連邦憲法裁判所に提訴したが、棄却されている。
2004年から2005年にかけて、ドイツ連邦議会党議員団長代行（中小企業担当）を務める。2005年12月から党事務局長を務める。2009年10月、総選挙後の連立組み替えに伴う第2次メルケル内閣の成立に伴い、首相府長官として入閣した。2013年12月の第3次メルケル内閣成立に際しては留任せず、全ての公職から離れることを表明した。
2014年末にドイツ連邦議会議員を辞職し、翌年1月にドイチェ・バーンに入社。同年8月には同社取締役に就任し、政府へのロビイングを担当する。

## 家族、信仰
現在は3番目の妻（2016年に結婚）と暮らしている。子供はいない。ラインラント福音主義教会に属していることを明らかにしている。この教会はドイツ福音主義教会に加盟している州教会である。選挙区のクレーヴェはローマ・カトリック教会が６割以上を占め、ラインラント福音主義教会に属する市民は15%程しかいない。